# أسبوع غزاوي (فلم)
أسبوع غزاوي هو فيلم كوميدي فلسطيني- بريطاني، كتابة وإخراج المخرج الفلسطيني باسل خليل. ويعرض قصة رجل إنجليزي اسمه "مايكل" وزوجته الإسرائيلية "كارين" إذ يلجؤون لغزة بعد أن أصبحت المكان الأكثر أماناً نتيجة للحصار الإسرائيلي عليها، بعد انتشار فايروس معدٍ في كل البلاد من المختبرات الإسرائيلية. وعلى الرغم من أن الفيلم المليء بالمفارقات الساخرة والنقدية قد صدر بعد جائحة كورونا إلا أن إنتاجه كان قد بدأ قبل الجائحة بوقت طويل. وعُرض بتاريخ 10 أيلول/سبتمبر عام 2022 في مهرجان تورنتو السينمائي الدولي حيث فاز بجائزة "فيبريسي". وشارك بالتمثيل فيه، كل من: ستيفان مانجان، ومنى حوا، وآدم بكري، وماريا زريق.

## أحداث الفيلم
يبدأ الفيلم بعرض الأحوال في إسرائيل بعد أن حوصرت من الأمم المتحدة نتيجةً لانتشار فايروس مميت فيها عن طريق الخطأ من المختبرات الإسرائيلية. فيبحث الصحفي الإنجليزي وزوجته الإسرائيلية عن طرق بديلة للهرب، وكان الحل لديهم هو الهروب عن طريق أنفاق غزة إلى أوروبا بعد أن بقيت المكان الأكثر أمناً من الجائحة. ويتتبع محاولتهم للهروب أحداثًا كوميدية مليئة بالمفارقات والنقدية إذ يعلق الزوجان في بيت رجل فلسطيني في غزة والذي يسعى لتهريبهم إلى خارج البلاد مقابل المال، فيما يسعى جيش الاحتلال لإيجاد الزوجين، ويحاول الفيلم تصوير الحياة اليومية لغزة وأهلها ومعاناتهم في سياق الحكاية.